# Mahmut Yilmaz
Mahmut Yilmaz (* 6. Oktober 1979 in Hamburg) ist ein deutsch-türkischer Fußballspieler.

## Sportliche Laufbahn

### Vereinskarriere
Der gebürtige Hamburger Yilmaz, der aus der Jugend des SC Vorwärts-Wacker Billstedt stammt, wechselte 1997 zum Hamburger SV, bei dem er von 1997 bis 2003 für die 2. Mannschaft in 121 Einsätzen 42 Tore erzielte. Von 1997 bis 2000 traten die HSV mit ihm in der Regionalliga Nord an, von 2000 bis 2002 in der Oberliga Hamburg/Schleswig-Holstein und 2002/2003 Regionalliga Nord erneut in der Regionalliga Nord.
Außerdem kam er in dieser Zeit zu 13 Einsätzen in der Bundesliga für die erste Mannschaft. 2003 wechselte er in die Türkei zu Manisaspor, wo er bis Februar 2006 blieb. Dort kam er nur zu einem Einsatz (ohne Tor). Von 2007 bis 2010 war er für Eintracht Norderstedt aktiv (2007/08 Hamburg-Liga, 2008–2010 Oberliga Hamburg). Ab 2010 spielte er eine Saison beim Hamburger Verein Hamm United. Nach mehrjähriger Pause spielt Yilmaz seit 2015 beim Verein UH-Adler.

### Auswahleinsätze
1999 nahm Mahmut Yilmaz an der Junioren-WM in Nigeria teil und wurde beim Vorrundenaus der deutschen U-20-Auswahl in zwei von drei Spielen eingesetzt. Vom September 1999 bis zum August 2001 gehörte er dem Kader der U-21-Elf des DFB an, die aber die Qualifikation zur EM 2002 verpasste. Mahmut Yilmaz bestritt in diesem Zeitraum 16 Länderspiele, in denen er vier Tore erzielte.